# Étienne Chicot

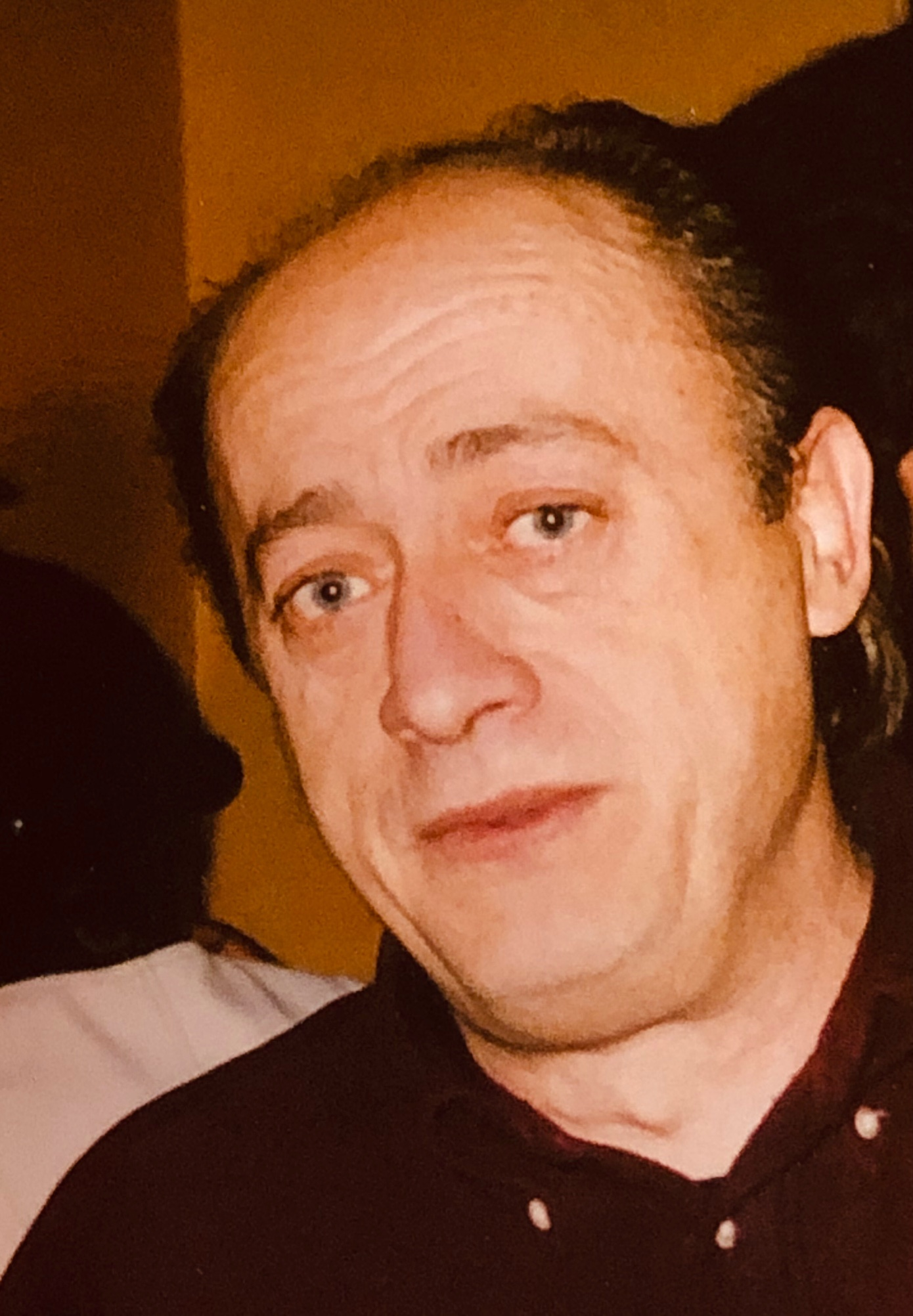
Étienne Chicot

Étienne Chicot (* 5. Mai 1949 in Fécamp, Département Seine-Maritime; † 7. August 2018) war ein französischer Schauspieler, Sänger und Komponist.

## Leben
Étienne Chicot wurde am Cours Simon zum Schauspieler ausgebildet. Ab 1973 wurde er als Filmschauspieler aktiv. Für den Roadmovie Le Plein de super (1976) schrieb er die Musik und am Drehbuch mit. 1978 erschien sein selbstbetiteltes Debütalbum.
1982 spielte er als „Bernard“ im Drama Begegnung in Biarritz. Für seine Nebenrolle im Theaterstück Une absence von Loleh Bellon wurde er mit dem Theaterpreis Molière ausgezeichnet. In den 1990er Jahren komponierte er Filmmusik für drei Fernsehproduktionen. 2006 wirkte er als „Lt. Collet“ in The Da Vinci Code – Sakrileg mit. 2008 spielte er in Gefallene Engel – Heimliche Spiele 3 und Transsiberian.
Bis zu seinem Tod wirkte er in 125 Produktionen mit.

## Filmografie (Auswahl)
- 1975: Die Entfesselten (L’agression)
- 1976: Der Gute und die Bösen (Le bon et les méchants)
- 1976: Monsieur Klein (Mr. Klein)
- 1976: Le Plein de super
- 1978: Die Schildkröte auf dem Rücken (La tortue sur le dos)
- 1979: Der Polizeikrieg (La guerre des polices)
- 1980: Asphalt (Asphalte)
- 1981: Eine schmutzige Affäre (Une sale affaire)
- 1981: Wahl der Waffen (Le choix des armes)
- 1982: Der Schock (Le choc)
- 1982: Begegnung in Biarritz (Hôtel des Amériques)
- 1983: Das Auge (Mortelle randonnée)
- 1986: Osa – Terror beherrscht die Welt (Osa)
- 1988: Lolita ’90 (36 fillette)
- 1988: Frequenz Mord (Fréquence meurtre)
- 1989. L’orchestre rouge
- 1990: Der eiskalte Wolf (Dancing Machine)
- 1991: Zauber der Venus (Meeting Venus)
- 1994: Éclats de famille (Fernsehfilm)
- 1994: Maigret: Die Versteigerung (Maigret et la vente à bougie)
- 1997: Un homme (Fernsehfilm)
- 1999: Furia
- 2000: Finale im Nachtclub (Le p’tit bleu) (Fernsehfilm)
- 2001: Les portes de la gloire
- 2002: Break of Dawn (Entre chiens et loups)
- 2003: Pay Off – Die Abrechnung (Gomez et Tavarès)
- 2003: Kommissar Moulin (Commissaire Moulin; Fernsehserie, 1 Folge)
- 2003: Kommissar Navarro (Navarro; Fernsehserie, 1 Folge)
- 2004: La Crim' (Fernsehserie, 1 Folge)
- 2005: Das Imperium der Wölfe (L’Empire des loups)
- 2006: The Da Vinci Code – Sakrileg (The Da Vinci Code)
- 2007: Die zweigeteilte Frau (La fille coupée en deux)
- 2008: Gefallene Engel – Heimliche Spiele 3 (A l’aventure)
- 2008: Transsiberian
- 2009: King Crab Attack (Kurzfilm)
- 2009: Plötzlich reich (Ticket gagnant)
- 2010: Comme les cinq doigts de la main
- 2011: Case départ
- 2011: A Gang Story – Eine Frage der Ehre (Les Lyonnais)
- 2012: Der Nächste, bitte! (Un plan parfait)
- 2014: Super-Hypochonder (Supercondriaque)
- 2017: Ein Sack voll Murmeln (Un sac de billes)

## Diskografie
- 1978: Etienne Chicot
- 1981: Etienne Chicot & Mami Wata